# 오코촌
오코촌(일본어: 岡豊村)은 일본 고치현 나가오카군에 있던 촌이다. 현재의 난코쿠시에 해당한다.

## 역사
- 1889년 4월 1일 - 정촌제 시행에 의해 11촌의 구역으로 성립하였다.
- 1959년 10월 1일 - 고멘정, 가초촌, 노다촌, 가미군 이와촌과 합병해 난코쿠시가 성립, 동일 오코촌은 폐지되었다.

## 교통

### 도로
- 국도 제32호선

## 참고 문헌
- 角川日本地名大辞典編纂委員会,『角川日本地名大辞典 39 高知県』1983, 角川書店